# Smithville (Texas)
Smithville es una ciudad ubicada en el condado de Bastrop en el estado estadounidense de Texas. En el Censo de 2010 tenía una población de 3817 habitantes y una densidad poblacional de 398,96 personas por km².

## Geografía
Smithville se encuentra ubicada en las coordenadas 30°0′26″N 97°9′2″O / 30.00722, -97.15056. Según la Oficina del Censo de los Estados Unidos, Smithville tiene una superficie total de 9.57 km², de la cual 9.52 km² corresponden a tierra firme y (0.49%) 0.05 km² es agua.

## Demografía
Según el censo de 2010, había 3817 personas residiendo en Smithville. La densidad de población era de 398,96 hab./km². De los 3817 habitantes, Smithville estaba compuesto por el 79.17% blancos, el 12.58% eran afroamericanos, el 1.02% eran amerindios, el 0.5% eran asiáticos, el 0.16% eran isleños del Pacífico, el 4.3% eran de otras razas y el 2.28% pertenecían a dos o más razas. Del total de la población el 19.05% eran hispanos o latinos de cualquier raza.